# Vlag van Adzjarië

Vlag van Adzjarië

De vlag van Adzjarië bestaat uit zeven horizontale banden van gelijke grootte, om en om in blauw en wit. In het kanton van de vlag staat de vlag van Georgië, die na de Rozenrevolutie van 2003 werd ingevoerd.
Deze vlag van Adzjarië is in gebruik sinds juli 2004 en moet de band tussen Adzjarië en de rest van Georgië uitdrukken.

## Historische vlaggen

Vlag van de Voorlopige Nationale Regering van de Zuidwestelijke Kaukausus, een vazalstaat van het Ottomaanse Rijk en voorloper van Adzjarië, 1918-1919
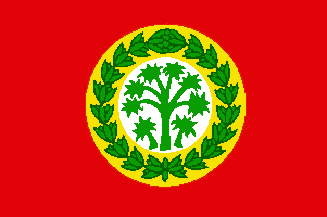
Vlag van de Republiek van Batoemi, een voorloper van Adzjarië, 1919-1920
Vlag van Adzjarië als autonome republiek binnen Sovjet-Georgië, 1937-1950
Vlag van Adzjarië als autonome republiek binnen Sovjet-Georgië, 1950-1978
Vlag van Adzjarië als autonome republiek binnen Sovjet-Georgië, 1978-1990
Vlag van Adzjarië, 1990-2000
Vlag van Adzjarië, 2000-2004